# کلینبی
کلینبی (به لاتین: Klınbi) یک منطقه مسکونی در جمهوری آذربایجان است که در شهرستان آستارا و در دهیاری هاموشم واقع شده‌است.

## ریشه واژه
ریشه نام این روستا از زبان تالشی است. کلین، کیلین یا قیلین به‌معنی متراکم و انبوه و بی به‌معنی میوه به و معنای کلی آن به صورت مکانی که درختان به در آن فراوان است می‌باشد. علت نامگذاری آن وجود درخت‌های به فراوان در این ناحیه است.